# Pseudorana
Pseudorana és un gènere d'amfibis anurs de la família Ranidae.

## Distribució
És un gènere endèmic de la Xina: oest de la província de Guizhou, sud de Sichuan, nord-oest de Hunan i nord de Yunnan.

## Taxonomia
- Pseudorana sangzhiensis (Shen, 1986)
- Pseudorana weiningensis (Liu, Hu i Yang, 1962)